# Eliasz Facchini
Św. Elia Facchini (chiń. 雷体仁; pinyin Léi Tǐrén; ur. 2 lipca 1839 w Reno Centese, prowincja Ferrara w Państwie Kościelnym, zm. 9 lipca 1900 w Taiyuan, prowincja Shanxi w Chinach) – święty Kościoła katolickiego, włoski franciszkanin obserwant, misjonarz, biskup, męczennik.

## Życiorys
Był trzecim i ostatnim dzieckiem Francesco i Marianna Guaraldi. Wstąpił do nowicjatu franciszkanów. W 1858 r. przeszedł na przygotowanie do misji w Rzymie. 18 grudnia 1864 r. przyjął święcenia kapłańskie. Został wysłany na misje do Chin. W kwietniu 1868 r. przybył do Taiyuan. Wkrótce został kierownikiem seminarium duchownego w Taiyuan, gdzie uczył literatury i teologii. Opracował duży słownik łacińsko-chiński. Został sekretarzem biskupa Moccagatta. Uczestniczył w dwóch lokalnych synodach wikariatu w 1880 i 1885 r. 28 stycznia 1876 r. został koadiutorem wikariatu apostolskiego Shanxi. W 1893 r. został przełożonym i mistrzem nowicjatu w klasztorze franciszkanów założonym przez ojca Grassi.
Podczas powstania bokserów doszło do prześladowań chrześcijan. Zarządca prowincji Shanxi Yuxian nienawidził chrześcijan. Z jego polecenia biskup Facchini został aresztowany razem z 2 innymi biskupami (Grzegorz Grassi, Franciszek Fogolla), 3 księżmi, 7 zakonnicami, 7 seminarzystami, 10 świeckimi pomocnikami misji i kilkoma chińskimi wdowami. Aresztowano również protestanckich duchownych razem z ich rodzinami. Biskup Facchini został stracony z rozkazu gubernatora Shanxi 9 lipca 1900 r. W tym dniu zabito łącznie 26 męczenników. W styczniu 1901 r. nowy zarządca prowincji urządził ich uroczysty pogrzeb.

## Dzień wspomnienia
9 lipca w grupie 120 męczenników chińskich

## Proces beatyfikacyjny i kanonizacyjny
Został beatyfikowany 24 listopada 1946 r. przez Piusa XII w grupie Grzegorza Grassiego i 28 Towarzyszy. Kanonizowany w grupie 120 męczenników chińskich 1 października 2000 r. przez Jana Pawła II.